# 欣克斯角
69°10′S 63°10′W / 69.167°S 63.167°W

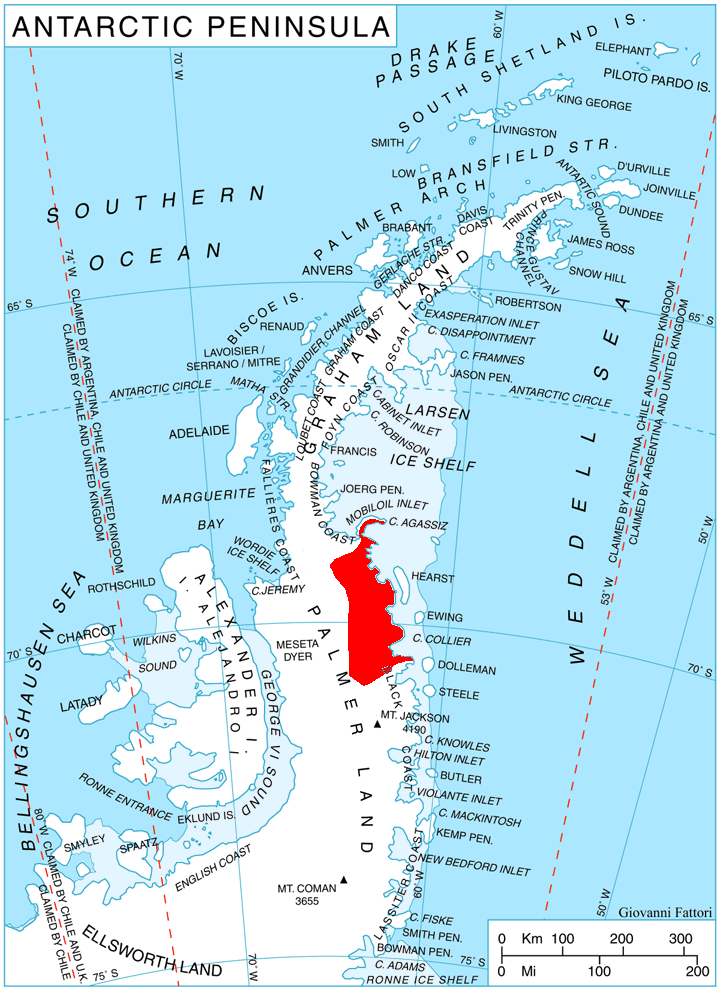

欣克斯角是南極洲的海岬，位於帕爾默地，處於伯蒂亞斯灣入口處的南部，在1928年12月20日由澳大利亞探險家命名，現時由南極條約體系管理。